# جیمز کللند
جیمز کللند (انگلیسی: James Cleland؛ ۷ اکتبر ۱۸۶۹ – ۱۷ نوامبر ۱۹۴۲)  بازیکن فوتبال  اهل پادشاهی متحد بریتانیای کبیر و ایرلند بود.
از باشگاه‌هایی که در آن بازی کرده‌است می‌توان به باشگاه فوتبال لیورپول و تیم ملی فوتبال اسکاتلند اشاره کرد.